# Andora na Zimowych Igrzyskach Olimpijskich 2018
Andora na Zimowych Igrzyskach Olimpijskich 2018 – występ kadry sportowców reprezentujących Andorę na igrzyskach olimpijskich w Pjongczangu w 2018 roku.
W kadrze znalazło się pięcioro zawodników – czterech mężczyzn i jedna kobieta. Reprezentanci Andory wystąpili w dziewięciu konkurencjach w trzech dyscyplinach sportowych – biegach narciarskich, narciarstwie alpejskim i snowboardingu. 
Rolę chorążego reprezentacji Andory podczas ceremonii otwarcia i zamknięcia pełnił biegacz narciarski Irineu Esteve Altimiras. Reprezentacja Andory weszła na stadion olimpijski jako 47. w kolejności, pomiędzy ekipami z Azerbejdżanu i Albanii.
W reprezentacji znaleźli się dwukrotni olimpijczycy (z Vancouver i Soczi) – Mireia Gutiérrez i Lluís Marín Tarroch oraz Joan Verdú Sánchez – brązowy medalista igrzysk olimpijskich młodzieży w Innsbrucku w 2012 roku w supergigancie.
Był to 12. start reprezentacji Andory na zimowych igrzyskach olimpijskich i 23. start olimpijski, wliczając w to letnie występy.

## Statystyki według dyscyplin
| Lp.     | Dyscyplina            | Mężczyźni | Kobiety | Łącznie |
| ------- | --------------------- | --------- | ------- | ------- |
| 1       | Biegi narciarskie     | 1         | –       | 1       |
| 2       | Narciarstwo alpejskie | 2         | 1       | 3       |
| 3       | Snowboarding          | 1         | –       | 1       |
| Łącznie | Łącznie               | 4         | 1       | 5       |

## Skład reprezentacji

### Biegi narciarskie
| Konkurencja                                         | Zawodnik                | Czas      | Strata   | Miejsce |
| --------------------------------------------------- | ----------------------- | --------- | -------- | ------- |
| Bieg indywidualny mężczyzn na 15 km stylem dowolnym | Irineu Esteve Altimiras | 35:40,7   | +1:56,8  | 27.     |
| Bieg łączony mężczyzn na 30 km                      | Irineu Esteve Altimiras | 1:21:47,7 | +5:27,7  | 46.     |
| Bieg masowy mężczyzn na 50 km stylem klasycznym     | Irineu Esteve Altimiras | 2:19:08,3 | +10:46,2 | 34.     |

### Narciarstwo alpejskie
| Konkurencja              | Zawodnik           | Przejazd 1 | Przejazd 1 | Przejazd 2 | Przejazd 2 | Czas łączny | Miejsce |
| Konkurencja              | Zawodnik           | Czas       | Miejsce    | Czas       | Miejsce    | Czas łączny | Miejsce |
| ------------------------ | ------------------ | ---------- | ---------- | ---------- | ---------- | ----------- | ------- |
| Slalom kobiet            | Mireia Gutiérrez   | 53,22      | 34.        | 52,84      | 31.        | 1:46,06     | 30.     |
| Zjazd mężczyzn           | Marc Oliveras      | —          | —          | —          | —          | DNF         | DNF     |
| Zjazd mężczyzn           | Joan Verdú Sánchez | —          | —          | —          | —          | 1:44,65     | 37.     |
| Slalom gigant mężczyzn   | Joan Verdú Sánchez | 1:12,06    | 33.        | DNF        | DNF        | DNF         | DNF2    |
| Supergigant mężczyzn     | Marc Oliveras      | —          | —          | —          | —          | 1:27,84     | 33.     |
| Supergigant mężczyzn     | Joan Verdú Sánchez | —          | —          | —          | —          | 1:26,86     | 28.     |
| Superkombinacja mężczyzn | Marc Oliveras      | 1:21,67    | 31.        | 52,97      | 30.        | 2:14,64     | 29.     |
| Superkombinacja mężczyzn | Joan Verdú Sánchez | 1:23,01    | 50.        | 49,53      | 21.        | 2:12,54     | 27.     |

### Snowboarding
| Konkurencja              | Zawodnik            | Kwalifikacje | Kwalifikacje | Kwalifikacje | Kwalifikacje | 1/8   | 1/4 | 1/2 | Finał | Miejsce |
| Konkurencja              | Zawodnik            | P1           | P2           | W            | M            | 1/8   | 1/4 | 1/2 | Finał | Miejsce |
| ------------------------ | ------------------- | ------------ | ------------ | ------------ | ------------ | ----- | --- | --- | ----- | ------- |
| Snowboard cross mężczyzn | Lluís Marín Tarroch | 1:15,47      | 1:15,37      | 1:15,37      | 30. Q        | 5. nq | NQ  | NQ  | NQ    | 34.     |